# Laurent Colonnier
Laurent Colonnier, né le 31 janvier 1967 à Paris (France), est un dessinateur de presse, peintre, illustrateur et auteur de bande dessinée français.

## Biographie
Laurent Colonnier se lance dans la carrière de dessinateur de presse, d’abord dans de petits magazines, puis très vite dans la presse nationale (Marianne,Télérama, Le Point, Le Nouvel Observateur, L’Entreprise, L’Expansion, Libération, Ouest-France, Classica, Lire, Vanity Fair, Psychologies magazine, Jazzman, Senso, Muze) et internationale (Reader’s Digest, The New Yorker aux États-Unis, More au Japon, Le Soir de Bruxelles).
Il entame en parallèle une carrière d’auteur de bande dessinée en collaborant à Spirou, Fluide glacial, (A SUIVRE) et à divers collectifs, il écrit par ailleurs des scénarios pour la série Les Schtroumpfs et le journal des Tortues Ninja. Il est également réalisateur de dessins animés.
En 2010 il publie Internal Lobster chez La Boîte à bulles, un roman graphique psychologique dessiné dans un style réaliste, rompant avec le style cartoon qu'il utilise pour son travail dans la presse. 
Poursuivant dans cette veine, il publie Georges et Tchang – Une histoire d’amour au vingtième siècle chez 12bis en 2012. Dans ce récit, biographie non officielle du créateur de Tintin, il creuse particulièrement l'amitié entre Hergé et Tchang Tchong-jen,,.
Ce livre déchaîne une polémique, le 22 novembre 2012 sur France 2 dans l'émission Grand Public  , sous le titre "Les nouvelles mésaventures de Tintin", Pierre Assouline, Serge Tisseron, une des filles de Tchang, Laurent Colonnier et son éditeur y évoquent la supposée homosexualité de Hergé et Tchang.
Un groupe d'extrême-droite appelle les ayants droit d'Hergé à porter plainte contre le livre, parlant d'un "délire homosexueliste",, mais les journaux et magazines indiquent que les ayants droit ne souhaitent pas réagir,, par ailleurs les sites gay soutiennent le livre, disant que « Laurent Colonnier s’en tire avec les honneurs...qu’il a écrit une histoire d’amour convaincante et touchante" alors que le projet était "franchement casse-gueule ». Globalement l'ouvrage reçoit un accueil favorable,,,. Aucune certitude n'existe cependant quant à la véracité de son récit : si Hergé a bel et bien eu plusieurs amis homosexuels, aucun de ses biographes ne lui prête de relations homosexuelles.
En 2017, il publie Gustave Caillebotte, Un rupin chez les rapins aux éditions Glénat, biographie du peintre impressionniste et mécène, père de l'iconographie gay,. Il y met en scène la réalisation du célèbre tableau Les Raboteurs de parquet. Dans le cadre d'un documentaire de Laurence Lowenthal sur le peintre, Laurent Colonnier avance l'hypothèse que Gustave Caillebotte peint « l'ennui bourgeois, voire le désœuvrement, toutes choses auxquelles il voulait échapper ».
Musicien, Laurent Colonnier a été pendant une dizaine d'années le chanteur du groupe rock Seamus et a sorti quelques 45 tours à la fin des années 1980 sous le pseudonyme Anatole (dont Nemo et Siam en 1988).

## Œuvres
Auto-éditions
- Les Emplumés, auto-édition, 1997
- La Théorie du Double-Six, auto-édition, 1998.
- Raoul ma poule, auto-édition, 1999.
- Fierrot le pou, auto-édition, 2000.
- Traité d'humour drôle (à usage externe), auto-édition, 2001.
- Fire Whale, auto-édition, 2009
- Putain de Ligne Éditoriale, essai, auto-édition, 2013.
- Courir nu dans les Champs de Maldoror (à la poursuite de Lautréamont), auto-édition, 2015[24].

Bibliographie Officielle
- Le Trésor du manoir, Une aventure dont vous êtes le héros, Textes et illustrations , éditions Fleurus, 1995.
- La chambre du pharaon, Une aventure dont vous êtes le héros, Textes et illustrations , éditions Fleurus, 1995.
- Papyrus, la malédiction de pharaon, conception/réalisation du livre de jeux , éditions Dupuis, 1998.
- Les Chansons d'Hubert-Félix Thiéfaine, collectif, éditions Soleil, 2007.
- Internal Lobster, La Boîte à bulles, coll. "Champ libre", 2010.
- « Antinéa », dans L'Immanquable no 12, 2011.
- Georges & Tchang, 12bis, 2012.
- Gustave Caillebotte, Un rupin chez les rapins, Glénat, 2017.
- 50匹の猫 (50-Biki no neko), 50 Chats, gravures sur papier japonais, Atelier Nishimaru Shoten 2021[25].
- Georges & Tchang,nouvelle version augmentée avec une préface de Bruno Podalydès et une postface de Numa Sadoul,Glénat, 2023.

## Prix et récompenses
- Prix Jeune Talent 2013 du festival Abracadabulles d'Olonne-sur-Mer pour Georges & Tchang.